# Arquidiócesis de Kaifeng
La arquidiócesis de Kaifeng (en latín: Archidioecesis Chaefomensis y en chino: 天主教开封总教区) es una circunscripción eclesiástica de la Iglesia católica en China. Se trata de una arquidiócesis latina, sede metropolitana de la provincia eclesiástica de Kaifeng. Desde el 19 de diciembre de 2022 es sede vacante, aunque para el Anuario Pontificio está vacante desde el 8 de septiembre de 1960. La Asociación Patriótica Católica China la redujo a diócesis de Kaifeng en fecha no precisada, sin asentimiento de la Santa Sede.

## Territorio y organización
La arquidiócesis extiende su jurisdicción sobre los fieles católicos de rito latino residentes en parte de la provincia de Henan.
La sede de la arquidiócesis se encuentra en la ciudad de Kaifeng, en donde se halla la Catedral del Sagrado Corazón de Jesús.
La arquidiócesis tiene como sufragáneas a las diócesis de: Guide, Luoyang, Nanyang, Weihui, Xinyang, Zhengzhou y Zhumadian.
En 1950 en la arquidiócesis existían 17 parroquias.

## Historia
El vicariato apostólico de Honan Oriental fue erigido el 21 de septiembre de 1916 con el breve Summa afficimur laetitia del papa Benedicto XV, derivando el territorio del vicariato apostólico de Honan Meridional (hoy diócesis de Nanyang).
El 3 de diciembre de 1924 tomó el nombre de vicariato apostólico de Kaifengfu en virtud del decreto Vicarii et Praefecti de la Congregación de Propaganda Fide.
El 15 de diciembre de 1927 cedió una parte de su territorio para la erección de la prefectura apostólica de Xinyangzhou (hoy diócesis de Xinyang) mediante el breve Ex hac divi del papa Pío XI.
El 19 de junio de 1928 cedió otra parte de su territorio para la erección de la prefectura apostólica de Guide (hoy diócesis de Guide) mediante el breve Quae catholico del papa Pío XI.
El 11 de abril de 1946 el vicariato apostólico fue elevado a arquidiócesis metropolitana con la bula Quotidie Nos del papa Pío XII.
El Partido Comunista de China se impuso en la guerra civil, ocupó Kaifeng el 24 de octubre de 1948 dañando la catedral y proclamó la República Popular China el 1 de octubre de 1949. El 4 de septiembre de 1951 China comunista expulsó al nuncio apostólico Antonio Riberi y la Santa Sede continuó reconociendo a la República de China en Taiwán como el legítimo gobierno chino. Todos los misioneros extranjeros fueron expulsados de China comunista en 1952, entre ellos el arzobispo italiano Gaetano Pollio.
La Asociación Patriótica Católica China fue creada con el apoyo de la Oficina de Asuntos Religiosos de la República Popular de China en 1957, con el objetivo de controlar las actividades de los católicos en China. Su nombre público es Iglesia católica china y es referida como la "Iglesia oficial" en contraposición a la "Iglesia subterránea" o "Iglesia clandestina" leal a la Santa Sede. La Asociación Patriótica Católica China redujo la arquidiócesis a diócesis de Kaifeng en fecha no precisada, sin asentimiento de la Santa Sede.
En el período de 1966 a 1976 la Revolución Cultural se ensañó especialmente contra la religión, destruyéndose numerosas iglesias y cesaron todas las actividades religiosas en la arquidiócesis. A principios de la década de 1980 la arquidiócesis reanudó sus operaciones.
El 31 de agosto de 1989 Jean-Baptiste Liang Xisheng fue ordenado obispo "clandestino". Murió el 23 de septiembre de 2007 y fue sucedido por Joseph Gao Hongxiao, obispo coadjutor ordenado el 1 de enero de 2005.
En 1986 murió el obispo "oficial" He Chunming y después de 7 años de sede vacante, el 23 de septiembre de 1993 fue sucedido por Stanislaus Han Daoyi, fallecido el 27 de octubre de 2000: desde entonces, la parte oficial de la diócesis ha estado sin guía espiritual.
El 22 de septiembre de 2018 se firmó en Pekín el Acuerdo provisional entre la Santa Sede y la República Popular de China sobre el nombramiento de los obispos. El 22 de octubre de 2020 el acuerdo fue prorrogado por otros dos años y en octubre de 2022 por otros dos años más.
Debido a la situación particular de la Iglesia católica en China, la Santa Sede no nombra obispos para las diócesis chinas, que son sedes oficialmente vacantes incluso en presencia de obispos reconocidos por Roma.

## Estadísticas
Según el Anuario Pontificio 1951 la arquidiócesis tenía a fines de 1950 un total de 18 487 fieles bautizados.
| Año                                                                             | Población            | Población | Población      | Sacerdotes | Sacerdotes    | Sacerdotes    | Bautizados por sacerdote | Diáconos permanentes | Religiosos | Religiosos | Parroquias |
| Año                                                                             | Bautizados católicos | Total     | % de católicos | Total      | Clero secular | Clero regular | Bautizados por sacerdote | Diáconos permanentes | Varones    | Mujeres    | Parroquias |
| ------------------------------------------------------------------------------- | -------------------- | --------- | -------------- | ---------- | ------------- | ------------- | ------------------------ | -------------------- | ---------- | ---------- | ---------- |
| 1950                                                                            | 18 487               | 4 500 000 | 0.4            | 31         | 13            | 18            | 596                      |                      |            | 38         | 17         |
| Fuente: Catholic-Hierarchy, que a su vez toma los datos del Anuario Pontificio. |                      |           |                |            |               |               |                          |                      |            |            |            |

## Episcopologio
- Noè Giuseppe Tacconi, P.I.M.E. † (20 de noviembre de 1916-1941 renunció)
  - Antonio Barosi, P.I.M.E. † (1940-19 de noviembre de 1941 falleció) (administrador apostólico)
  - Luigi Nogara, P.I.M.E. † (2 de julio de 1942-1946) (administrador apostólico)
- Gaetano Pollio, P.I.M.E. † (12 de diciembre de 1946-8 de septiembre de 1960 nombrado arzobispo de Otranto)
  - Sede vacante
  - He Chunming † (24 de enero de 1962 consagrado-12 de noviembre de 1986 falleció) (obispo oficial)
  - Stanislaus Han Daoyi † (23 de septiembre de 1993-7 de octubre de 2000 falleció) (obispo oficial)
  - Jean-Baptiste Liang Xisheng † (31 de agosto de 1989-23 de septiembre de 2007 falleció) (obispo clandestino)
  - Joseph Gao Hongxiao, O.F.M. † (23 de septiembre de 2007 por sucesión-19 de diciembre de 2022 falleció) (obispo clandestino)